# Lithacodia falsa
Koyaga falsa là một loài bướm đêm trong họ Noctuidae.